# Lorenz Andreas Fischer
Lorenz Andreas Fischer (* 1966 in Luzern) ist ein freier Schweizer Fotograf mit den Themenschwerpunkten Natur, Klettern, Wintersport und Reise. Er ist Inhaber der Agentur ALLVISIONS. Für seine Arbeit wurde er unter anderem 2006 zum Europäischen Naturfotograf des Jahres gewählt.
Nach dem Abschluss seines Biologiestudiums an der ETH Zürich (Eidgenössische Technische Hochschule Zürich) beteiligte sich Fischer als Ökologe an Naturschutzprojekten und unterrichtete als Mittelschullehrer. Immer wieder trat die Fotografie beruflich in den Vordergrund. Zurzeit arbeitet er als freier Fotograf und Autor. Seine wichtigsten Arbeitsplätze sind die Savannen Afrikas und die Alpen.

## Werke

### Bücher
- Atem der Berge
- Jungfrau-Aletsch-Bietschhorn (hrsg. v. UNESCO-Welterbe)
- Daniel Anker, Hans Philipp: Piz Palü (Bildmitautor)
- Daniel Anker: Mönch (Bildhauptautor)
- Daniel Anker: Titlis (Bildmitautor)

### Kalender
- Hot Rocks, Cold Ice, Big Walks, 2004, 2005 und 2006 (Bildmitautor)
- Ultimate Climbs, 2004 (Bildmitautor)

## Auszeichnungen
2006:
- Europäischer Naturfotograf des Jahres
- BBC Wildlife Photographer of the Year (Prämierung in der Kategorie „Kreative Naturvisionen“)
- Glanzlicht (Prämierung in der Kategorie „Wilde Landschaften“)

2003:
- Glanzlicht (Gesamtsieger in der Kategorie „Wilde Landschaften“)
- Prämierung beim internationalen Fotowettbewerb zum Jahr des Wassers